# Charlotte March
Pour les articles homonymes, voir March.
Charlotte March (Essen, 8 octobre 1930 - Hambourg, 29 mai 2005) est une photographe allemande. 